# Michael Tonge
Pour les articles homonymes, voir Tonge.
Michael William Tonge, né le 7 avril 1983 à Manchester, est un footballeur anglais qui évolue au poste de milieu de terrain.

## Biographie
Après y avoir joué en 2009, il effectue un retour à Preston en novembre 2010 dans le cadre d'un prêt d'un mois en compagnie de son coéquipier Danny Pugh.
Lors de la saison suivante, alors qu'il ne joue aucun match avec Stoke, il est prêté fin janvier 2012 à Barnsley jusqu'à la fin de la saison.
Le 2 février 2015 il est prêté à Millwall. À l'issue de la saison 2014-15, il est libéré par Leeds.
Le 19 octobre 2015, il rejoint Stevenage.
Le 4 août 2017, il rejoint Port Vale.